# NGC 4441
NGC 4441 (другие обозначения — UGC 7572, MCG 11-15-56, ZWG 315.39, IRAS12250+6504, PGC 40836) — галактика в созвездии Дракон.
Этот объект входит в число перечисленных в оригинальной редакции «Нового общего каталога».
Галактика NGC 4441 входит в состав группы галактик NGC 4125. Помимо NGC 4441 в группу также входят ещё 13 галактик.
NGC 4441 может быть галактикой с преобладающим содержанием звёзд спектрального класса A.